# Liste der denkmalgeschützten Objekte in Sooß
Die Liste der denkmalgeschützten Objekte in Sooß enthält die 4 denkmalgeschützten, unbeweglichen Objekte der Gemeinde Sooß im niederösterreichischen Bezirk Baden.

## Denkmäler
| Foto |                 | Denkmal                                                                          | Standort                                           | Beschreibung | Metadaten |
| ---- | --------------- | -------------------------------------------------------------------------------- | -------------------------------------------------- | --- | --- |
| ja   | Datei hochladen | Volksschule HERIS-ID: 50939 Objekt-ID: 56459                                     | Hauptstraße 29 Standort KG: Sooß                   | Das eingeschoßige lang gestreckte Schulhaus wurde 1874 erbaut. Der dreiecksübergiebelte Mittelrisalit des walmbedachten Baus weist ein Rundbogenportal sowie rundbogige Fenster auf; die Rechteckfenster in den Rücklagen sind gerade abgeschlossen. 1996 wurde die Schule generalsaniert: Fassaden wie sämtliche Innenräume wurden neu gestaltet. Mit Einbeziehung der Schulleiterwohnung wurden vier Klassen und ein Turnsaal errichtet. | BDA-Hist.: Q38042742 Status: § 2a Stand der BDA-Liste: 2025-06-30 Name: Volksschule GstNr.: 249/2                                                                  |
| ja   | Datei hochladen | Kath. Pfarrkirche hl. Anna, Friedhof und Mauern HERIS-ID: 50595 Objekt-ID: 55712 | gegenüber Thomas Wendt-Straße 11 Standort KG: Sooß | Das Bauwerk ist im Norden des Ortes auf freiem Feld inmitten des ummauerten, im Norden, Osten und Westen von einem Graben umgebenen Friedhofs gelegen. Die spätgotische Chorturmkirche (eine ehemalige Wehrkirche) ist erstmals urkundlich 1319 belegt; die Errichtung des Baus erfolgte laut Urkunde ab 1319. Ursprünglich zur Pfarre Baden gehörig, wurde Sooß 1783 eigene Pfarre. Das schlichte Langhaus wurde wahrscheinlich in der zweiten Hälfte des 15. Jahrhunderts erbaut, danach barock verändert. Der zweiten Hälfte des 18. Jahrhunderts sind die gedrungenen Strebepfeiler mit steilen Pulten, die schlichten barocken Korbbogenfenster, das mit einer kleinen Figur des Auferstandenen geschmückte schmiedeeiserne Giebelkreuz. Der aus dem späten 15. Jahrhundert stammende mächtige Chorturm mit eingezogener Glockenstube und Spitzhelm ist charakterisiert durch eckgequaderte Obergeschoße, Kaffgesims und Mauerschlitze in abgeschrägten Steinrahmen. Im Norden befindet sich ein zweigeschoßiger Sakristei- bzw. Oratoriumszubau, im Westen eine kleine Vorhalle. Zwischen Kirche und Wehrmauer befindet sich der (Orts-)Friedhof sowie, neben diesem angelegt, der sogenannte Cholerafriedhof, in dem die im Jahre 1831 an Cholera gestorbenen Sooßer begraben sind. Das dort befindliche, sekundärverwendete schmiedeeiserne Grabkreuz stammt aus der Hand des Wiener Glockengießers und Sooßer Wohltäters Andreas Klein († 1786 in Sooß) und dürfte bereits im zweiten Viertel des 18. Jahrhunderts entstanden sein. Das gusseiserne Friedhofskreuz wurde 1848 errichtet. | BDA-Hist.: Q38041068 Status: § 2a Stand der BDA-Liste: 2025-06-30 Name: Kath. Pfarrkirche hl. Anna, Friedhof und Mauern GstNr.: 305/3 Pfarrkirche Sooß             |
| ja   | Datei hochladen | Martinek-Kaserne HERIS-ID: 87023 Objekt-ID: 101400                               | Vöslauer Straße 106 Kaserne Standort KG: Sooß      | Die vom österreichischen Architekten Leo Splett geplante Kaserne wurde zwischen Mai 1938 und Juni 1941 für eine Flagabteilung der Luftwaffe der Wehrmacht errichtet. Die weitläufige Anlage aus zahlreichen Gebäudekomplexen war 1945–55 Stützpunkt der sowjetischen Besatzung, 1956 wurde in der Artilleriekaserne Baden (so der offizielle Name 1956–63) eine Artillerietruppenschule, 1957 ein Heereskraftfahrschule eingerichtet. Die ein- bis zweigeschoßigen Gebäude, im rechten Winkel zueinander stehende Trakte, haben meist (zum Teil ausgebaute) Satteldächer. Im Nordosten des verbauten Kasernengeländes befindet sich, dem Kommandogebäude nächstgelegen, die segmentbogige Haupteinfahrt. Die Kaserne erstreckt sich über die Gemeindegebiete von Sooß und Baden. Der Sooßer Anteil von ursprünglich acht Hektar beträgt heute nur mehr 0,21 ha. Auf diesem befindet sich nahe dem südlichsten Quertrakt der Anlage eine an der Badner Straße in die Umzäunung eingelassene, im Regelfall unbesetzte Ein-/Ausfahrt, die bei Einsätzen sowie Anlieferungen genutzt wird. Anmerkung: Der größte Teil der Anlage liegt in Baden | BDA-Hist.: Q64692179 Status: § 2a Stand der BDA-Liste: 2025-06-30 Name: Martinek-Kaserne GstNr.: 202/1, 192/1 Martinekkaserne                                      |
| ja   | Datei hochladen | Teil der 1. Wiener Hochquellenleitung HERIS-ID: 111356 Objekt-ID: 129172         | Standort KG: Sooß                                  | Die I. Wiener Hochquellenwasserleitung ist ein Teil der Wiener Wasserversorgung und war die erste Versorgung von Wien mit einwandfreiem Trinkwasser. Nach vierjähriger Bauzeit wurde die 95 Kilometer lange Leitung am 24. Oktober 1873 eröffnet. Auf dem Gemeindegebiet von Sooß befindet sich der Einsteigturm 35. | BDA-Hist.: Q64765558 Status: Bescheid Stand der BDA-Liste: 2025-06-30 Name: Teil der 1. Wiener Hochquellenleitung GstNr.: 400/1 I. Wiener Hochquellenwasserleitung |